# Сукафон Вонгченгхам
Сукафон Вонгченгхам (лаос. ສຸກອາພອນ ວົງຈຽງຄໍາ; нар. 9 березня 1992, Тямпасак, Лаос) — лаоський футболіст, вінґер тайськиого клубу «Удон Тані» та національної збірної Лаосу.

## Клубна кар'єра
Сукафон Вонгченгхам навчався грати у футбол в тайському клубі «Бек Теро Сасана» в Бангкоку. У 2012 році підписав свій перший професіональний контракт з «Ерза» в Лаосі. Рік по тому повернувся до Таїланду, щоб приєднатися до клубу другого дивізіону «Крабі», у футболці якого зіграв 26 матчів і відзначився дев'ятьма голами. У 2014 році перейшов до тодішнього конкурента «Крабі» по чемпіонаті «Пхітсанулок». У наступному сезонів грав за «Сарабурі», також команди другого дивізіону, яка виступала в Першому дивізіоні тайської Прем'єр-ліги. З 2015 по 2017 рік знову грав у своїй рідній країні в Лаосі. Тут він виступав за клуби «Ланексанг Юнайтед», «Ерза» та «В'єтьян Юнайтед». У сезоні 2018 року приєднався до клубу тайського другого дивізіону «Сісакет». У 2019 році залишив команду другого дивізіону і перейшов до команди першого дивізіону «Чайнат Орнбілл» з Чайнату. Після того, як наприкінці 2019 року клуб повинен був розпочати сезон у другому дивізіоні, залишив клуб і приєднався до клубу першого дивізіону «Прачуап» з однойменного міста. За «Прачуап» зіграв один матч. На початку грудня 2020 року підписав контракт з «Утай Тані», який виступав у другому дивізіоні чемпіонату Таїланду. Наприкінці сезону команда опустилася до третього дивізіону. Після вильоту «Утай Тані» покинув клуб і приєднався до представника другого дивізіону чемпіонату Таїлануд ФК «Удон Тані».

## Кар'єра в збірній
Сукафон Вонгченгхам зіграв 5 матчів за олімпійську збірну Лаосу. З 2010 року виступає за національну збірну Лаосу. 22 жовтня 2010 року дебютував за збірну в товариському поєдинку проти Камбоджі. Два дні по тому відзначився своїм першим голом за збірну Лаосу, у нічийному (2:2) поєдинку чемпіонату АСЕАН проти Філіппін. Сукафон відкрив рахунок у вище вказаному матчі (1:0). У своєму третьому матчі 26 жовтня 2010 року відзначився свій другий гол за збірну в переможному (6:1) поєдинку кваліфікації чемпіонату АСЕАН 2010 року проти Східного Тимору. На даний час виконує функції капітана команди.

## Статистика виступів

### Голи за збірну
У колонках рахунок та результати голи збірної Лаосу вказано на першому місці.
| #   | Дата              | Стадіон                                           | Суперник          | Рахунок | Результат | Змагання                                    |
| --- | ----------------- | ------------------------------------------------- | ----------------- | ------- | --------- | ------------------------------------------- |
| 1.  | 24 жовтня 2010    | Новий національний стадіон Лаосу, В'єнтьян, Лаос  | Філіппіни         | 1–0     | 2–2       | кваліфікація чемпіонату Південної Азії 2010 |
| 2.  | 26 жовтня 2010    | Новий національний стадіон Лаосу, В'єнтьян, Лаос  | Східний Тимор     | 2–1     | 6–1       | кваліфікація чемпіонату Південної Азії 2010 |
| 3.  | 16 лютого 2011    | Новий національний стадіон Лаосу, В'єнтьян, Лаос  | Китайський Тайбей | 1–1     | 1–1       | кваліфікація Кубку виклику АФК 2012         |
| 4.  | 23 липня 2011     | Спортивний центр Куньмін Тудон, Куньмін, Китай    | КНР               | 1–0     | 2–7       | кваліфікація чемпіонату світу 2014          |
| 5.  | 4 березня 2013    | Новий національний стадіон Лаосу, В'єнтьян, Лаос  | Шрі-Ланка         | 1–0     | 4–2       | кваліфікація Кубку Виклику АФК 2014         |
| 6.  | 16 листопада 2013 | Новий національний стадіон Лаосу, В'єнтьян, Лаос  | Гуам              | 1–0     | 1–1       | Товариський матч                            |
| 7.  | 14 жовтня 2014    | Новий національний стадіон Лаосу, В'єнтьян, Лаос  | Бруней            | 1–0     | 4–2       | кваліфікація чемпіонату Південної Азії 2014 |
| 8.  | 14 жовтня 2014    | Новий національний стадіон Лаосу, В'єнтьян, Лаос  | Бруней            | 2–0     | 4–2       | кваліфікація чемпіонату Південної Азії 2014 |
| 9.  | 14 жовтня 2014    | Новий національний стадіон Лаосу, В'єнтьян, Лаос  | Бруней            | 4–1     | 4–2       | кваліфікація чемпіонату Південної Азії 2014 |
| 10. | 18 жовтня 2014    | Новий національний стадіон Лаосу, В'єнтьян, Лаос  | Східний Тимор     | 2–0     | 2–0       | кваліфікація чемпіонату Південної Азії 2014 |
| 11. | 18 жовтня 2016    | Олімпійський стадіон Пномпеня, Пномпень, Камбоджа | Східний Тимор     | 2–1     | 2–1       | кваліфікація чемпіонату Південної Азії 2016 |
| 12. | 21 жовтня 2016    | РСн, Пномпень, Камбоджа                           | Бруней            | 1–1     | 4–3       | кваліфікація чемпіонату Південної Азії 2016 |
| 13. | 31 травня 2019    | Новий національний стадіон Лаосу, В'єнтьян, Лаос  | Шрі-Ланка         | 1–2     | 2–2       | Товариський матч                            |
| 14. | 31 травня 2019    | Новий національний стадіон Лаосу, В'єнтьян, Лаос  | Шрі-Ланка         | 2–2     | 2–2       | Товариський матч                            |